# 大野郁彦
大野 郁彦（おおの いくひこ、1952年2月28日 - ）は、日本の外交官。外務省日韓交流室長や、デンバー総領事を経て、高山市海外戦略顧問。

## 経歴・人物
神奈川県横浜市生まれ。東京造形大学造形学部卒業。筑波大学大学院芸術研究科修士課程修了。ソウル大学校大学院考古美術史学研究科博士課程修了。ソウル市の国立現代美術館客員研究員を務めたのち、1991年外務省入省。在大韓民国日本国大使館、在ホノルル日本国総領事館での勤務や、外務省アジア太洋州局北東アジア課上席専門官、在ロシア日本国大使館参事官（領事部長）、外務省アジア大洋州局北東アジア課地域調整官兼日韓交流室長を経て、2011年からデンバー総領事を務めた。2015年に退任し、高山市海外戦略顧問に就任
。

## 訳書
- 兪弘濬『私の文化遺産踏査記〈1〉南道踏査一番地』法政大学出版局 2000年
- 兪弘濬『私の文化遺産踏査記〈3〉語らないものとの対話』法政大学出版局 2005年